# In Zaire
I In Zaire sono un gruppo musicale di psichedelia occulta italiana nato a Bologna nel 2009.

## Storia
Gli In Zaire nacquero nel 2008 dall'incontro di Claudio Rocchetti con i due G.I. Joe Alessandro De Zan e Riccardo Biondetti. Dopo la partecipazione alla compilazione Wilhelm Show Me The Major Label (2009, NO=FI Recordings) ed il primo split album con The Skull Defekts, pubblicarono due EP single side, entrambi con il titolo omonimo, il primo per la Brigadisco ed il secondo per la Holidays Records, riscuotendo un certo consenso di critica, con Julian Cope che ne parlò come disco del mese nel giugno 2011. Sempre nel 2011 gli In Zaire parteciparono al Netmage, un festival di live media che li vedeva in collaborazione con la Home Movies nella musicazione di vecchi filmini Super 8 millimetri del carnevale di Fano.
In questo periodo entrò poi nella band anche Stefano Pilia, con il quale la band compone l'album White Sun Black Sun (2013, Tannen Records, Sound Of Cobra, Offset Records), con ispirazioni che partivano dalla musica cosmica per declinarla in tonalità africaneggianti.
Nel 2017 usci invece l'album Visions of the Age to Come (Sound of cobra).

## Formazione
- Claudio Rocchetti
- Alessandro De Zan
- Riccardo Biondetti
- Stefano Pilia

## Discografia

### Album in studio
- 2010 - In Zaire / The Skull Defekts  Split album con The Skull Defekts
- 2013 - White Sun Black Sun
- 2012 - Visions Of The Age To Come

### Singoli ed EP
- 2010 - In Zaire
- 2011 - In Zaire

### Compilazioni
- 2009 - NO=FI Recordings / Wilhelm Show Me The Major Label
- 2011 - Black Mass Rising
- 2013 - Tutta Roba Italiana - Rockit Vol. 48